# 特別巡邏組
特別巡邏組（簡稱特巡組；葡萄牙文：Grupo de Patrulha Especial，縮寫：GPE；英文：Special Patrol Group）於2014年8月4日成立，隸屬於澳門特別行政區政府治安警察局，其主要責任為於日間針對商業區和旅遊區及夜間針對娛樂場所（包括賭場及酒店）附近範圍等人流密集的地方執行徒步及機動性巡邏，為常規巡邏單位提供快速反應的警察力量支援，並且初步處理嚴重突發事件，包括（設置緊急路障）協助截查可疑車輛、搜查建築物、處理嚴重暴力罪案（例如持械行劫及劫持人質等）及公眾活動等，以及災難（例如嚴重交通意外及坍塌事故等）支援。

## 組織
特別巡邏組的組織及編制乃借鑑於香港警務處的衝鋒隊，每5人編成為一支小隊，配備一輛經過改裝的巡邏車。特別巡邏組每日分別於澳門半島及離島各派遣一支小隊24小時執行機動性巡邏，另外有5支小隊擔當後勤角色。

## 歷史
隨著澳門社會急速發展，澳門治安環境日趨複雜，為澳門環境帶來了一定挑戰和考驗。
為了適時切合澳門在預防及打擊犯罪上的實際需要，未雨綢繆及與國際接軌，治安警察局認為有必要加強社區巡邏及預防罪案的警務，故此在借鑑鄰近地區的經驗後，於2014年8月4日成立一支具備高度機動性的巡邏隊伍──特別巡邏組。
為了慶祝治安警察局週年紀念日，治安警察局邀請社區警務聯絡主任和澳門傳媒於2015年3月3日到訪關閘特警隊總部大樓，參觀特別巡邏組所舉行的首次公開演習，包括戰術性搜查內藏疑犯的商業大廈、戰術性接近可疑車輛、處理在大型示威中所出現的暴力行為以及制服在家庭暴力事件中的暴徒，合共4個項目，並且展示巡邏車的裝備。
自成立至當日，特別巡邏組共截獲110名逾期居留者和35名非法入境者，當中涉及刑事案件、而被移交檢察院處理的有32人。

## 遴選訓練
特別巡邏組組員乃經由內部挑選，期後需要接受多項專業培訓課程，包括急救、拯溺、處理家庭暴力、群集性武力及封鎖危險點等；當中部份訓練內容與特警隊類似。

## 裝備

### 巡邏車
- 平治斯賓特
  - 閃燈
  - 訊號棒
  - 揚聲器
  - 反光板
  - 交通標誌
  - 警告標誌
  - 雪糕筒
  - 破門鎚
  - 毛氈
  - 急救箱
  - 拯溺工具
  - 相機
  - 攝錄機

### 防暴裝備
- 防暴盔
- 盔甲（俗稱鐵甲威龍）：由不同部件所組成，為處理持刀等兇暴性案件時使裝佩的個人防護裝備。
- 防暴手套
- 索帶
- 手銬
- 圓盾
- 長盾

### 個人裝備
- 電筒
- 防彈盔
- 防護鏡
- 口罩
- N95過濾器
- 防毒面具
- 反光衣
- 防彈衣[15]
- 醫療保護衣
- 防化衣
- 防彈盾
- 胡椒噴劑
- 伸縮警棍

### 槍械
| 型號                  | 類型       | 產地 |
| --------------------- | ---------- | ---- |
| SIG P250緊湊型手槍    | 半自動手槍 | 美国 |
| 雷明登870泵動式霰彈槍 | 霰彈槍     | 美国 |
| HK MP5                | 衝鋒槍     | 德国 |

## 相關參見
- 衝鋒隊
- 特別行動組
- 特警隊
- 保護重要人物及設施組
- 防暴隊
- 反恐特勤隊